# SV Neukirchen 21
Maillots
Dernière mise à jour : 20 avril 2011.
Le SV Neukirchen 21 est un club sportif allemand localisé à Neukirchen-Vluyn, dans les environs de Krefeld et de Kamp-Lintfort en Rhénanie du Nord/Westphalie.
Outre le football, le club dispose aussi de sections de gymnastique, de handball, de karaté, de natation, de tennis ou de volley-ball.

## Histoire (football)
Le club fut fondé en 1921. Il resta relativement anonyme dans les ligues inférieures jusqu’au terme de la Seconde Guerre mondiale. De 1941 à 1942, le club forma une association de guerre (en allemand : Kriegspielgemeinschaft – KSG) avec le SV Post Moers pour jouer sous le nom de KSV Neukirchen/Moers.
En 1945, le club fut dissous par les Alliés, comme tous les clubs et associations allemands (voir Directive n°23). Il fut rapidement reconstitué.
En 1946, la firme "Niederrheinische Bergwerks AG" emmenée par Paul Hofmann s’impliqua dans le club qui connut sa meilleure période.
En 1949, le SV Neukirchen accéda à la Landesliga Niederrhein (alors au 3e rang de la hiérarchie) où il termina vice-champion en 1952. En 1956, le 3e niveau fut ramené à une seule série et rebaptisé Verbandsliga Niederrhein. Le cercle ne parvint pas à se qualifier pour cette série et fut relégué. 
Le SV Neukirchen remonta directement et remporta la Verbandsliga Niederrhein en 1961. Lors du tour final pour la montée en 2. Oberliga, il termina deuxième derrière le Siegburger SV 04 et fut promu en du 2. Oberliga.
Le cercle joua deux saisons au 2e niveau puis, en 1963, lors que la ligue fut dissoute et remplacée par la Regionalliga West, il n’y fut pas repris et retourna en Verbandsliga Niederrhein où il resta jusqu’en 1965.
Relégué en Landesliga Niederrhein, le SV Neukirchen 21 remonta au 3e niveau en 1970 mais ne sut pas s’y maintenir et redescendit après un championnat. En 1978, le cercle glissa en Bezirksliga, soit au 6e niveau car cette saison-là fut créée l’Oberliga Nordrhein au 3e étage et les ligues situées en dessous reculèrent d’un rang.
Avec les autres réformes qui intervinrent en 1994 (réinstauration des Regionalligen) et en 2008 (création de la 3. Liga), le SV Neukirchen finit par se retrouver au mieux au 8e étage de la pyramide du football allemand.
En vue de la saison 2010-2011, le Neukirchen SV 21 remonta en Landesliga Niederrhein (il fut versé dans le Groupe 3), soit au 7e niveau de la hiérarchie de la DFB.
En 2018, la section football fusionne avec le TuS Preußen Vluyn (de) pour former le FC Neukirchen-Vluyn.

## Palmarès
- Champion de la Verbandsliga Mittelrhein: 1961.

## Anciens joueurs
- Franz Islacker
- Konstantínos Mítroglou